# Ribas del Sil (parroquia)
Ribas del Sil (llamada oficialmente San Clodio de Ribas de Sil) es una parroquia española del municipio de Ribas del Sil, en la provincia de Lugo, Galicia.

## Otras denominaciones
La parroquia también es conocida por el nombre de San Clodio de Ribas del Sil.

## Organización territorial
La parroquia está formada por veinte entidades de población, constando diecisiete de ellas en el nomenclátor del Instituto Nacional de Estadística español:

### Entidades de población
Entidades de población que forman parte de la parroquia:
- Cabarca (A Cabarca)
- Os Castros
- A Devesa
- Pousanova
- Pousavella
- Redondela
- Relosío
- San Clodio
- San Pedro
- Vilanova
- Vilar do Mato
- Vilardonas
- Vilarreal

### Despoblados
Despoblados que forman parte de la parroquia:
- Aceña
- Cabanelas
- Caroceiro (O Caroceiro)
- Cimadevila (Cima de Vila)
- Escoleira (A Escoleira)
- A Pómez
- A Veiga

## Demografía
| Gráfica de evolución demográfica de Ribas de Sil entre 2000 y 2020 |
|                                                                    |
| Datos según el nomenclátor publicado por el INE.                   |